# Fluoruro ceroso
Il fluoruro ceroso è il sale di cerio(III) dell'acido fluoridrico, di formula CeF3.
A temperatura ambiente si presenta come un solido da bianco a grigio inodore.